# ダブルスクエア
株式会社ダブルスクエアは、NTTドコモ及びNTTドコモグループの社内ベンチャー制度によって設立された1つ目の会社であり、同社内ベンチャーで3番目に解散した会社であった。

## 沿革
- 2003年（平成15年）3月31日　越原社長の経験を生かして、育児・介護と仕事の両立を支援するインフラストラクチャーやコンテンツを提供する事を目的として会社を設立。立ち上げ当初の資本金は、5,500万円だった。
- 2007年（平成19年）1月19日　SSL調節という理由で一部のサービスを停止していたが、ホームページのリニューアルとともに再開した。リニューアルと同時に、ダブルスクエアのサイト内にあった越原代表取締役のブログは、全て消去された。
- 2009年（平成21年）3月31日　最初で最後の当期純利益を捻出。
- 2010年（平成22年）4月20日　東京都港区南青山五丁目12番2号 ヴァンドームヤマダイーストビル6階から、現住所へ移転。
- 2010年（平成22年）7月26日　官報にて解散を公告。累積赤字が資本金に近づき、事業継続が困難であると判断され、解散させられた。第1期から第3期の中で、資本金5,500万円を4,500万円増資し赤字を補填したにもかかわらず、業績を好転するには至らなかった。社内ベンチャーで解散した会社の中で、唯一、親会社であった（株）NTTドコモのサイト内での報道発表資料が出されなかった。
- 2010年（平成22年）8月1日　（株）NTTドコモへの業務移籍が執行された。

## 役員
- 代表取締役：越原市美
- 非常勤取締役：真藤務 （株）NTTドコモ 元第三システム営業部長、現執行役員 第一法人営業部長
- 非常勤取締役：川崎博子 （株）NTTドコモ 人事育成部ダイバーシティー推進室長
- 非常勤取締役：加藤裕一 （株）NTTドコモ 法人営業本部　モバイルデザイン推進室長
- 非常勤監査役：名倉武之 （株）NTTドコモ グループ事業推進部担当課長
- 元非常勤取締役：小関純 （株）NTTドコモ プロダクトビジネス部担当部長
- 元非常勤監査役：福島聡 （株）NTTドコモ 関連企業部担当部長